# Euxoa abdallah
Euxoa abdallah là một loài bướm đêm trong họ Noctuidae.